# Биогеохемијски процеси
Биогеохемијски процеси су процеси од велике важности за живе организме. За живот живих организама на Земљи потребне су одређене материје које улазе у састав основних молекула од којих су организми изграђени, вршећи функције од изузетне важности. Без тих материја, живот на Земљи не би био могућ. Поред њих, прва и најбитнија карика ланца биогеохемијских циклуса јесте енергија. Основни извор енергије на планети Земљи је Сунце. Сунчево зрачење константно долази до површине Земље доносећи огромне количине енергије. Чак и ако се ради о великим количинама енергије које пристижу до површине наше планете, битно је знати да је то само део целокупне енергије која се са Сунца емитује. Део бива одбијен од облаке још у атмосфери, део апсорбују различити молекули(озон, угљен-диоксид, водена пара..), тако да изузетно мала количина у односу на почетну доспева до површине Земље.

## Протицање енергије
Узимајући у обзир да само део Сунчевих зрака долази до Земље, у процесу протицања енергије говори се искључиво о тим зрацима, изостављајући оне одбијене у атмосфери и апсорбоване од стране других молекула. Управо они који доспеју по површине планете, ослобађају енергију и загревају Земљину површину и атмосферу, чиме се стварају основни услови за живот свих живих бића. Тим загревањем полако се губи енергија која сталним израчивањем у облику топлоте одлази у васиону. На тај начин енергија Сунчевог зрачења улази у екосистеме, а у облику топлоте их напушта, што значи да енергија протиче кроз еколошке системе. Поред енергије коју добијају споља, живим бићима је неопходна и унутрашња енергија како би остварили своје животне активности. Унутрашњу енергију добијају преко хране, а у храну доспева преко биљака. Биљке у процесу фотосинтезе користе енергију из спољашње средине и користе је за синтезу органских материја, које представљају складиште хемијске енергије. Сва остала жива бића(животиње, гљиве, микроорганизми) могу опстати само на рачун те хемијске енергије. Код њих се у процесу ћелијског дисања ослобађа енергија хемијских веза акумулирана у шећерима и другим угљеним хидратима. У том процесу долази до раскидања веза дејством кисеоника и ослобађа се енергија која се може користити за све животне активност, а део енергије ослобађа се у виду топлоте која напушта организам и одлази у атмосферу. 
Процес кружења енергије обухвата неколико фаза:
1. Улазак енергије у биоценозу у процесу фотосинтезе користећи енергију Сунчевог зрачења
2. Преношење енергије са једног на следећи трофички ниво у процесима исхране
3. Употреба енергије хемијских веза и ослобађање дела енергије у виду топлоте у процесима ћелијског дисања који се одвија на свим нивоима трофичке пирамиде

На овај начин, енергија константно протиче кроз живу компоненту екосистема. Друга и трећа фаза протицања енергије кроз живу компоненту екосистема не би биле оствариве у случају да је количина материје на нашој Земљи ограничена. Врло брзо би се све укупне количине материје истрошиле и живот свих живих организама био би угрожен, а затим и угашен услед недостатка потребних ресурса. Из тог разлога било је од изузетног значаја пронаћи начин да до тога не дође. Као оптималан начин циклуси кружења заузели су прво место. Захваљујући управо том кружењу, све потребне материје константно круже у различитим облицима и обнављају се, тако да је избегнут њихов нестанак и окончање живота живог света на планети. Најважнији циклуси у природи јесу:
1. Циклус азота
2. Циклус угљеника
3. Циклус кисеоника
4. Циклус воде

## Циклус азота
Азот је хемијски елемент од изузетне важности за живе организме. Улази у састав протеина и нуклеинских киселина. У гасовитом стању, азот чини знатан део читаве атмосфере, чак четири петине. Проблем за живе организме представља немогућност употребе гасовитог азота, разлог томе јесу прејаке везе између два атома азота који граде молекул тог гаса. Из тог разлога, биљке азот узимају из земљишта, где се он налази у облику различитих соли(нитрата, амонијум-јона), прерађују га и користе за синтезу сопствених амино-киселина. Хранећи се биљкама, други организми уносе протеине из биљака, као и њихове аминокиселине, затим их користе за синтезу својих протеина који имају бројне значајне улоге.

### Азотофиксација
Поред тога што еукариотски организми немају способност усвајања гасовитог азота, постоје организми који ту способност поседују и имају веома значајну улогу у свим екосистемима. Прокариоти попут цијанопрокариота имају могућност редукције гасовитог азота који прелази у амонијак помоћу водоника из редукованог НАД(никотинамидадениндинуклеотида) у процесу респирације. Амонијак у облику амонијум-јона комбинује се са органским киселинама и даје аминокиселине од којих су изграђене неке од најзначајнијих компонената у живим организмима. Дакле, ови организми су азотофиксатори, тј.имају способност раскидања веза гасовитог динитрогена(N2) и усвајају гасовити азот из атмосфере. Сам процес означава се као азотофиксација.
Поједини азотофиксатори могу се наћи у плитким барама и земљишту. Пример су модрозелене алге(цијанопрокариоти). Кончаста зелена алга Anabaena насељава све делове Земље где има довољно влаге и светлости за њено преживљавање. У тропским и суптропским пределима азотофиксирајући организми врше азотофиксацију, а сав усвојени гасовити азот након њихове смрти и разградње ћелија се ослобађа у земљиште. Азот у земљишту постаје доступан еукариотским организмима, пре свега зеленим биљкама, чиме је укупна органска продукција у тропским и суптропским пределима висока. Велику корист од азотофиксатора има агрикултура.
Постоје азотофиксатори који су успоставили симбионтске односе са другим организмима. Једна од њих свакако је бактерија Rhizobium која живи у земљишту и храни се сапрофитски. Она може ступити у везу са ћелијама коре корена легуминоза, тј. биљака из фамилије Fabaceae(боранија, грашак...). Бактерија у корену тих биљака проузрокује промене које се манифестују у виду квржица и налазе око "инфицираних ћелија". У квржицама се стварају веома повољни услови за раст и размножавање те бактерије. Захваљујући таквим условима, бактерије синтетишу ензим нитрогеназу, тј. ензим који редукује гасовити азот у амонијак. Мутуалистички однос огледа се у томе што бактерија за синтезу овог ензима, као и за све остале животне процесе добија енергију из шећера које синтетише биљка у чијем корену се налази. Са друге стране, биљка користи аминокиселине које синтетише бактерија. На тај начин, биљка ће бити у могућности да се неометано развија и расте на подлогама које су иначе сиромашне азотом и његовим једињењима.
Други начин доласка азота до земљишта не подразумева азотофиксацију нити посредство живих организама. Највећу улогу у овом процесу имају абиотички фактори. Под дејством светлосне и електричне енергије муња у атмосфери, долази до формирања амонијака због реакције водоника са азотом. Тако настао амонијак бива спран кишама и на тај начин долази до земљишта.

### Азот у земљишту
Азотова једињења доступна су еукариотским биљкама које их усвајају и уграђују у њима потребна једињења и молекуле. Једна од њих свакако су и протеини. На вишем трофичком нивоу, организам који се том биљком храни, унеће и њене протеине у себе, разградити их а затим употребити за синтезу сопствених, потребних компоненти. На крају трофичке пирамиде налазе се организми након чијег угинућа азот поново доспева у земљиште у неорганском облику. На тај начин циклус бива завршен и може почети следећи. 
Постоји неколико процеса значајних за судбину и део циклуса азота који се одвија у земљишту, а то су:
1. Амонификација
2. Нитрификација
3. Денитрификација

#### Амонификација
Током бактеријске декомпозиције, азот из органских макромолекула као што су протеини, амино и нуклеинске киселине, у процесу амонификације бива претворен у амонијак, који ступа у различите хемијске реакције са разноврсним солима у земљишту и на тај начин формира амонијумове соли. Ове соли су хидросолубилне, тј.растворљиве у води па бивају веома брзо разнесене и дистрибуиране у земљишту, самим тим доступне биљкама. Продукти еукариота такође могу бити извор азота, као што је уреа(налази се у урину животиња) која се у процесу амонификације претвара у амонијак.

#### Нитрификација
Постоје и хемосинтетски организми који се могу наћи у земљишту. Хемосинтетске бактерије способне су да на рачун хемијске енергије синтетишу органске материје, првенствено шећере. За хемосинтетске процесе неопходна су и азотова једињења из земљишта. Амонијумове соли конвертују се у нитрите током нитрификације, по чему је цео процес и добио име. Могућа је конверзија амонијумових соли у нитрите и нитрате. Конверзију у нитрите врше бактерије као што је Nitrosomonas, док је за нитрате одговорна бактерија Nitrobacter. Нитратни јони јесте форма азота коју биљке најлакше усвајају из земљишта.

#### Денитрификација
Денитрификација је процес супротан нитрификацији. Врше га денитрификујуће бактерије у процесу специфичне хемосинтезе за коју су неопходни анаеробни услови. Током такве хемосинтезе долази до редукције нитрата и амонијумових соли у гасовити азот. Бројност азотофиксатора, нитрификујућих и денитрификујућих организама је у природи избалансиран, тако да се сваки од процеса одвија умерено и налазе се у равнотежи. На тај начин процес кружења азота обавља се без већих последица по живот било којих живих организама.
За денитрификујуће бактерије карактеристично је да могу проузроковати већу штету у агроекосистемима. То је очекивано с обзиром на функцију ових бактерија, тј. смањивање количине амонијумових соли у земљишту које су потребне усевима. Решење за овај проблем огледа се у дренирању земљишта чиме се смањује опасност од дуготрајног плављења и појаве анаеробних услова у којима су ове бактерије изузетно активне. Са друге стране, денитрификујуће бактерије изузетно су значајне у пречишћавању отпадних вода и загађеног земљишта.

#### Први азотофиксатори
Познато је да су цијанобактерије једне од неколицине азотофиксирајћих организама. Такође, цијанобакткерије су уједно и једне од првобитно насталих организама. 
У току хемијске еволуције која је трајала око милијарду година, настали су први живи организми који су имали способност да се хране, развијају и репродукују. Такви организми означавали су се као гимнопласти јер на својој површини нису имали посебно диференциран омотач. Хранили су се постојећим органским материјама које су налазили у својој околини, а које су настајале абиотичким путем. Живеле су у анаеробним условима, тј. у условима без кисеоника. Дакле, првобитни организми били су амебоидни, хетеротрофни, анаеробни прокариоти. Током еволуције долази до појаве молекула порфирин-цитохорма у неким од тих организама што им омогућава синтезу органских материја користећи хемијску енергију из своје околине. Такви организми били су амебоидни, хемоаутотрофни, анаеробни прокариоти. У молекулу порфирин-цитохрома у току даље еволуције долази до замене гвожђа магнезијумом што им омогућава употребу Сунчеве енергије за синтезу органских материја уз ослобађање кисеоника. Такви организми били су амебоидни, анаеробни прокариоти али постају аутотрофни. Процесом фотосинтезе и током дугог низа година, у атмосферу се ослобађа кисеоник што доводи до настанка аеробних прокариотских, амебоидних и фотоаутотрофних организама. То су биле прве примитивне модрозелене алге(цијанопрокариоти, цијанобактерије). Од њих затим настају сложеније модрозелене алге и директно или индиректно друге групе алге, маховине и васкуларне биљке.

## Кружење угљеника
Колико је угљеник битан за живе организме, говори веома развијена грана хемије-органска хемија(хемија угљениковог атома). Небројено једињења која граде живе организме као основни молекул садрже угљеник. Он се у природи може наћи у неколико облика, а неки од њих су свакако гасовити угљен-диоксид(у атмосфери), растворени хидрогенкарбонати(бикарбонати) у води и везани карбонати у стенама литосфере.
У току живота, угљеникова једињења се уграђују у различите делове организма, као и различите молекуле и друга једињења. Сва она су од изузетног значаја за живот тих организама. Биљке везују атоме угљеника из атмосферског угљен-диоксида у процесу фотосинтезе и на тај начин производе потребне органске материје уз ослобађање кисеоника. Са друге стране, један део угљеника из живих организама у процесу ћелијског дисања везује се за кисеоник и поново формира угљен-диоксид и враћа се у атмосферу. Угљеник везан у једињењима унутар организма, преносиће се са једног на други ниво трофичке пирамиде, али када дође до угинућа било ког од тих организама, доћи ће до њиховог разлагања при чему ће се угљеник везати за кисеоник и формирати угљен-диоксид и отићи у атмосферу где ће опет моћи да ступи у процес кружења угљеника након једног завршеног циклуса. 
Велики значај у одржавању стања и количине угљен-диоксида на Земљи имају водене биљке, као и контакт атмосфере и хидросфере при којем су управо те биљке посредници. У морима и океанима влада уравнотежени систем угљен-диоксида, бикарбоната и карбоната утиче на регулацију угљен-диоксида на целој Земљи. Огромне количине растворених бикарбоната речним токовима долазе до мора и океана. Активношћу зелених биљака део бикарбоната претвара се у нерастворљиве карбонате који се таложе, а други део у растворљиви угљен-диоксид који ће се, у зависности од своје тренутне концентрације, разменити са атмосфером или остати растворен у води. 
Постоји још један могућ облик угљеника, а то је метан(CH4) који настаје у току ферментације органских материја у цревима биљоједа или метаболичких активности ферментишућих бактерија. Ослобођени метан се у атмосфери фотохемијски оксидује па угљеник у њему опет постаје доступан за процес кружења. 
Угљеник који се таложи у живим бићима(кости, љуштуре, одрвенела стабла) не може стићи да се конвертује у угљен-диоксид, већ се таложи у облику различитих карбонатних стена или фосилизује у облику угља, нафте, тј. гаса. Из тог разлога, такав фосилизован или наталожени угљеник привремено се искључује из процеса кружења. Укључује се са извесним кашњењем у процесу сагоревања фосилних горива или растварања карбонатних стена које долазе у контакт са водом.

## Кружење кисеоника
Први фотосинтетски организми који су живели у анаеробним условима довели су до стварања све веће количине кисеоника у атмосфери и појаве аеробних организама и аеробних услова на Земљи. Живот без кисеоника данас је незамислив. Један део кисеоника који бива ослобођен од стране биљака у току еволуције одлази у највише слојеве атмосфере где доводи до формирања заштитног озонског омотача. Други део тог кисеоника задржава се у нижим слојевима, те га користе сав жива бића у процесу ћелијског дисања. У том процесу долази до раскидања веза између атома у молекулима шећера под дејством кисеоника при чему се везује угљеник формирајући угљен-диоксид који напушта организам и одлази у атмосферу. На примеру фотосинтезе и ћелијског дисања уочава се да су процеси кружења кисеоника и угљеника међусобно тесно повезани и неодвојиви, те да се константно одвијају у свим екосистемима.

## Кружење воде
Живот је настао у води, па је вода основ свих облика живота на Земљи. Молекули воде непрекидно круже између хидросфере, атмосфере, литосфере и биосфере. Једна од успутних станица на путу кружења воде свакако су и тела живих бића. Познато је да вода сачињава чак 70% нашег организма. Део воде са површине земље улази у састав живих бића, а испаравањем и излучивањем их напушта. Постоје и други могући начини на које вода може са површине земље доспети у атмосферу. Поред испаравања могућа је и транспирација коју врше биљке. Вода из атмосфере може опет доспети на копно путем кише, снега и осталих облика у којима се може чешће или ређе срести.